# Axioidea
Los axioideos (Axioidea) son una superfamilia de crustáceos decápodos del infraorden de los talasinideos. Fue creada por Thomas Henry Huxley (1825-1895) en 1879 y se subdivide en cuatro familias:
- los áxidos (Axiidae)
- los calocárididos (Calocarididae)
- los micheleidos (Micheleidae)
- los strahláxidos (Strahlaxiidae)

- Datos: Q1059396
- Multimedia: Axiidea / Q1059396
- Especies: Axioidea